# Rivalsa (ordinamento italiano)
La rivalsa è un diritto dell'assicuratore in Italia, che prevede la possibilità, dopo aver pagato a terzi il danno da incidente, di rivalersi sul proprio assicurato se sussistono gravi violazioni del Codice della strada, ad esempio guida in stato di ebbrezza, sotto l'effetto di stupefacenti o psicofarmaci, mancata revisione del veicolo, patente scaduta, violazione delle norme di carico del veicolo o qualsiasi modifica strutturale o del motore del veicolo non omologata per legge. La rivalsa può comportare per l'assicurato spese molto elevate.
Nel contratto assicurativo ci può essere la "rinuncia alla rivalsa" e in questo caso deve essere inserita in polizza un'apposita clausola che, ovviamente, ha un costo supplementare.
Nell'ambito della valutazione personale che ognuno fa all'atto della stipula di un contratto assicurativo, alle clausole di rivalsa previste dal contratto spesso non viene dedicata la giusta attenzione, anche perché nella marea di norme e informazioni più o meno utili che vengono fornite, a volte vengono perse di vista.
Esistono tuttavia degli strumenti che aiutano agevolmente il consumatore a verificare la presenza o no di questo diritto a vantaggio della compagnia, cioè i comparatori di assicurazioni.

## Effetti economici
Le clausole di eventuali rivalse, franchigie e scoperti previste dai contratti assicurativi fanno variare l'importo del premio pagato dall'assicurato, in quanto determinano una variazione della copertura assicurativa prestata dal contratto assicurativo; di conseguenza non sempre il contratto meno costoso è il migliore, o comunque non sempre soddisfa le proprie esigenze.

## Etimologia
Rivalsa ha come origine etimologica la parola latina (ri)valere, ossia dimostrare in una nuova e diversa occasione le proprie capacità o ancora meglio "far prevalere il proprio valore". È quindi usato nel linguaggio comune solo con riferimento a un danno, presunto o reale, quale sinonimo blando e castigato del termine vendetta. Nel linguaggio tecnico giuridico il diritto di rivalsa è previsto e limitato a pochi istituti minori e molto specifici: nei contratti di assicurazione e nel diritto tributario. 

## Differenza con l'azione di regresso
Diversa è invece l'azione di regresso, che ha alla base una solidarietà passiva di più soggetti ugualmente tenuti da un medesimo adempimento nella sua interezza. L'azione di regresso e il diritto di regresso prescindono cioè dalla presenza di un danno patito e lamentato, mentre hanno a fondamento la semplice solidarietà passiva tra coobbligati nei confronti di un creditore che pretende legittimamente la prestazione integralmente anche nei confronti di uno solo. Chi adempie bene adempie ma può esercitare l'azione di regresso nei confronti degli altri coobbligati.

## Mancata revisione del veicolo o rinnovo della patente
In caso di sinistro stradale, l'assicurazione può esercitare diritto di rivalsa nei confronti dell'assicurato. Deve, tuttavia ,sussistere la prevedibilità ed evitabilità dell'evento dannoso che la regola cautelare mirava ad evitare. La regola cautelare può essere specifica o generica (come l'obbligo di revisione della patente di guida e del veicolo, che sono generici in quanto nulla specificano sul modo di comportarsi per evitare l'evento dannoso). Secondo un costante orientamento della Cassazione, la violazione della regola cautelare deve aver determinato la cosiddetta "concretizzazione del rischio", vale a dire il verificarsi dell'evento dannoso che la regola cautelare mirava a prevenire. Inoltre, deve essere provato il nesso di causalità tra la condotta omissiva (il mancato rinnovo della patente di guida o della revisione) e il sinistro, dimostrando che il veicolo o il conducente erano inidonei alla circolazione.

## Riferimenti normativi
Il diritto di rivalsa è disciplinata ai sensi del:
- codice civile, agli articoli:
  - art. 754 e successive modifiche e integrazioni - "Pagamento dei debiti e rivalsa",
  - art. 1132 - "Dissenso dei condomini rispetto alle liti",
- codice di procedura civile, all'art. 814 - "Diritti degli arbitri"
- codice delle assicurazioni private[5] agli articoli:
  - art. 141 - "Risarcimento del terzo trasportato"
  - art. 144 - "Azione diretta del danneggiato", ad esempio in tema di eccezioni opponibili al danneggiato
  - art. 185 - "Nota informativa", ai commi 1 e 3: rinvia a un regolamento dell'IVASS la disciplina della nota informativa da trasmettersi unitamente alle condizioni di contratto assicurativo (per il ramo danni e per il ramo vita), in tema di: nullità, decadenze, esclusioni e limitazioni della garanzia e alle rivalse.
  - art. 325 - "Destinatari delle sanzioni amministrative pecuniarie"